# Heliosciurus undulatus
Heliosciurus undulatus là một loài động vật có vú trong họ Sóc, bộ Gặm nhấm. Loài này được True mô tả năm 1892.